# Denkmäler der Volksrepublik China (Heilongjiang)
Die folgende Tabelle bietet eine Übersicht zu sämtlichen Denkmälern der Provinz Heilongjiang (Abk. Hei), die auf der Denkmalliste der Volksrepublik China stehen:
| Name                                                             | Beschluss | Kreis/Ort                | siehe (auch)                                                                                                 |  |
| ---------------------------------------------------------------- | --------- | ------------------------ | --- |  |
| Bohaiguo Shangjing Longquan fu yizhi 渤海国上京龙泉府遗址        | 1-158     | Ning’an shi 宁安市       | Stätte Shangjing Longquanfu, die Shangjing-Hauptstadt des Bohai-Reiches (Balhae) (Ning’an)                   |  |
| Jin Shangjing Huining fu yizhi 金上京会宁府遗址                  | 2-54      | Acheng shi 阿城市        | Stätte von Shangjing Huiningfu, der Hauptstadt der Jurchen-Dynastie (Acheng)                                 |  |
| Yagou shike 亚沟石刻                                             | 3-166     | Acheng shi 阿城市        | Yagou-Felsschnitzereien von Menschenfiguren (Jurchen) (Acheng)                                               |  |
| Ang'angxi yizhi 昂昂溪遗址                                       | 3-196     | Qiqiha'er 齐齐哈尔市     | Fundstätte von Ang'angxi (Neolithikum) (Qiqihar)                                                             |  |
| Puyulu gucheng yizhi 蒲与路故城遗址                              | 3-219     | Kedong xian 克东县       | Stätte der alten Stadt Puyulu (Kreis Kedong)                                                                 |  |
| Baijinbao yizhi 白金宝遗址                                       | 4-23      | Zhaoyuan xian 肇源县     | Baijinbao-Stätte (Kreis Zhaoyuan)                                                                            |  |
| Ha'erbin Yiyuanjie yi hao Oushi jianzhu 哈尔滨颐园街一号欧式建筑 | 4-225     | Ha'erbin shi 哈尔滨市    | Europäische Architektur auf der Yiyuanjie-Straße der Stadt Harbin                                            |  |
| Ha'erbin Sheng Sufeiya dajiaotang 哈尔滨圣索非亚大教堂           | 4-227     | Ha'erbin shi 哈尔滨市    | Russisch-orthodoxe Sophienkathedrale in Harbin                                                               |  |
| Ha'erbin wenmiao 哈尔滨文庙                                      | 4-228     | Ha'erbin shi 哈尔滨市    | Konfuzianischer Tempel von Harbin (Wen-Tempel) (Harbin)                                                      |  |
| Sanjiang Pingyuan Han Wei shiqi yizhi 三江平原汉魏时期遗址       | 5-34      | Jiamusi shi 佳木斯市     | Han- und Wei-zeitliche Stätten der Sanjiang-Ebene („Drei-Flüsse-Ebene“ in der Nordost-Mandschurei) (Jiamusi) |  |
| Aolimi chengzhi 奥里米城址                                       | 5-35      | Suibin xian 绥滨县       | Alte Stadt Aolimi (Kreis Suibin)                                                                             |  |
| Balicheng yizhi 八里城遗址                                       | 5-36      | Zhaodong shi 肇东市      | Balicheng-Stätte (Zhaodong)                                                                                  |  |
| Aihui xincheng yizhi 瑷珲新城遗址                                | 5-480     | Heihe shi 黑河市         | Stätte der Neustadt von Aigun (aus der Zeit der Qing-Dynastie) (Heihe)                                       |  |
| Daqing di-yi kou youjing 大庆第一口油井                          | 5-481     | Daqing shi 大庆市        | Erste Ölquelle von Daqing (Daqing)                                                                           |  |
| Wupai shan chengzhi 五排山城址                                   | 6-62      | Dongning xian 东宁县     | Wupaishan-Stätte (Stadt aus der Zeit der Streitenden Reiche bis Han-Dynastie) (Kreis Dongning)               |  |
| Xiaosifang shan yizhi 小四方山城址                               | 6-63      | Muling shi 穆棱市        | Xiaosifangshan-Stätte (Stadt aus der Zeit der Streitenden Reiche bis Dschurdschen-Dynastie) (Muling)         |  |
| Yanwodao chengzhi 雁窝岛城址                                     | 6-64      | Baoqing xian 宝清县      | Yanwodao-Stätte (Stadt aus der Sui-Dynastie) (Kreis Baoqing)                                                 |  |
| Tazi chengzhi 塔子城址                                           | 6-65      | Tailai xian 泰来县       | Ruinenstadt Tazicheng (Stadt aus der Zeit der Liao-Dynastie) (Kreis Tailai)                                  |  |
| Walihuotun chengzhi 瓦里霍吞城址                                 | 6-66      | Huachuan xian 桦川县     | Walihuotun-Stätte (Liao- bis Qing-Dynastie) (Kreis Huachuan)                                                 |  |
| Taowenwanhu fu gucheng 桃温万户府故城                            | 6-67      | Tangyuan xian 汤原县     | Taowenwanhufu-Stätte (Yuan-Dynastie) (Kreis Tangyuan)                                                        |  |
| Mangjitazhan gucheng 莽吉塔站故城                                | 6-68      | Fuyuan xian 抚远县       | Alte Stadt Mangjitazhan (Kreis Fuyuan)                                                                       |  |
| Daobeishan mudi 刀背山墓地                                       | 6-245     | Jixi shi 鸡西市          | Daobeishan-Grabstätte (Jixi)                                                                                 |  |
| Mudanjiang bianqiang 牡丹江边墙                                  | 6-503     | Mudanjiang shi 牡丹江市  | Mudanjiang-Grenzmauer (Mudanjiang)                                                                           |  |
| Bukui qingzhensi 卜奎清真寺                                      | 6-504     | Qiqiha'er shi 齐齐哈尔市 | Bukui-Moschee (Qiqihar)                                                                                      |  |
| Ha'erbin Mosike shangchang jiuzhi 哈尔滨莫斯科商场旧址           | 6-922     | Ha'erbin shi 哈尔滨市    | Moskauer Markt von Harbin                                                                                    |  |
| Zhongdong tielu jianzhuqun 中东铁路建筑群                        | 6-923     | Hailin shi 海林市        | Gebäude der Ostchinesischen Eisenbahn (Hailin)                                                               |  |
| Qin Hua Rijun di qisanyi budu jiuzhi 侵华日军第七三一部队旧址    | 6-924     | Ha'erbin shi 哈尔滨市    | Stätte der Einheit 731 der japanischen Invasionstruppen (Harbin)                                             |  |
| Qin Hua Rijun dongbei yaosai 侵华日军东北要塞                    | 6-925     | Dongning xian 东宁县     | Dongning-Fort der japanischen Invasionstruppen (Kreis Dongning)                                              |  |